# Duchroth
Duchroth là một đô thị thuộc huyện Bad Kreuznach trong bang Rheinland-Pfalz, phía tây nước Đức. Đô thị Duchroth có diện tích 9,68 km², dân số thời điểm ngày 31 tháng 12 năm 2006 là 580 người.